# Линданиска битка
Битка код Линданиса (дан. Slaget ved Lyndanisse; ест. Lindanise lahing) биле је једна од одлучујућих битака из периода Ливонских крсташких ратова која је за резултат имала данско освајање данашње северне и западне Естоније и оснивање вазалног Естонског војводства. Битка, у којој су се сукобили дански краљ Валдемар II (уз подршку Папе) са једне и естонске државе Ревала и Харјума са друге стране, одиграла се 15. јуна 1219. године на локалитету Линданисе (код данашњег Талина).
Према легенди, у тренуцима када су Данци били на ивици пораза Лундски надбискуп Андерс Сунесен подигао је руке високо ка небу и замолио Бога за чудо. У том тренутку са неба је међу данске војнике пала застава са симболом белог крста на црвеној подлози (дан. Dannebrog). Данци су под том заставом кренули у напад и дошли до победе. Од тог момента Данеброг је званична застава Данске.